# ألعاب نارية
الألعاب النارية هي صنف من المقذوفات النارية ضعيفة الانفجار تستخدم بسبب جماليتها لأغراض الترفيه والتسلية، غالباً احتفالاً بالأعياد والمناسبات المختلفة ضمن عرض للألعاب النارية، وخاصّة في احتفالات رأس السنة الميلادية. هناك عدّة أشكال وتركيبات للألعاب النارية تضمن الحصول على العناصر الأساسية للعرض، وأهمها الإضاءة واللون والشكل والدخان والضجيج بالإضافة إلى المنثورات. تصنع الألعاب النارية من مزيج من مواد كيميائية تعطي عند اشتعالها العديد من الألوان؛ ويتمّ التحكّم بدرجة وتنوّع هذه الألوان حسب نوع المواد الكيميائية المستخدمة، بحيث تصمّم لتعطي لهباً وشرارات بألوان محدّدة بما فيها الأحمر والبرتقالي والأصفر والأخضر والأزرق والأرجواني والفضي. تختلف الألعاب النارية عن المفرقعات في الغاية منها، حيث أنّ الألعاب النارية متفجّرات تحدث أضواء ملوّنة، في حين أنّ المفرقعات تحدث أصواتاً ولا تحدث أضواء ملحوظة.
إنّ أوّل من اخترع الألعاب النارية هم الصينيون القدماء في القرن السابع الميلادي، وانتشر استخدامها لاعتقادهم أنّها تفيد في إخافة وطرد الأرواح الشرّيرة؛ ولا تزال الألعاب النارية واحدةً من أركان الاحتفال في رأس السنة الصينية أو مهرجان القمر. كان اختراع الألعاب النارية نتيجة طبيعية تالية لاختراع البارود، الذي يعدّ من الاختراعات الأربعة العظيمة للصين القديمة. تعدّ الصين حالياً أكبر مصنّع ومصدّر للألعاب النارية في العالم.
تتكوّن الألعاب النارية عموماً من أسطوانة أو أنبوبة مصنوعة من الورق العادي أو المقوّى التي تغلّف المادّة القابلة للاشتعال داخلها. عادةً ما يتمّ دمج عدّة أسطوانات أو أناببب ذات أصناف مختلفة مع بعضها البعض والتي تعطي عند اشتعالها تنوّعاً في العرض من حيث الأشكال والألوان. تطلق الألعاب النارية إمّا على شكل قذيفة مثل الهاون أو أن يكون لها قوّة دفع ذاتية مثل الصاروخ.

## التاريخ

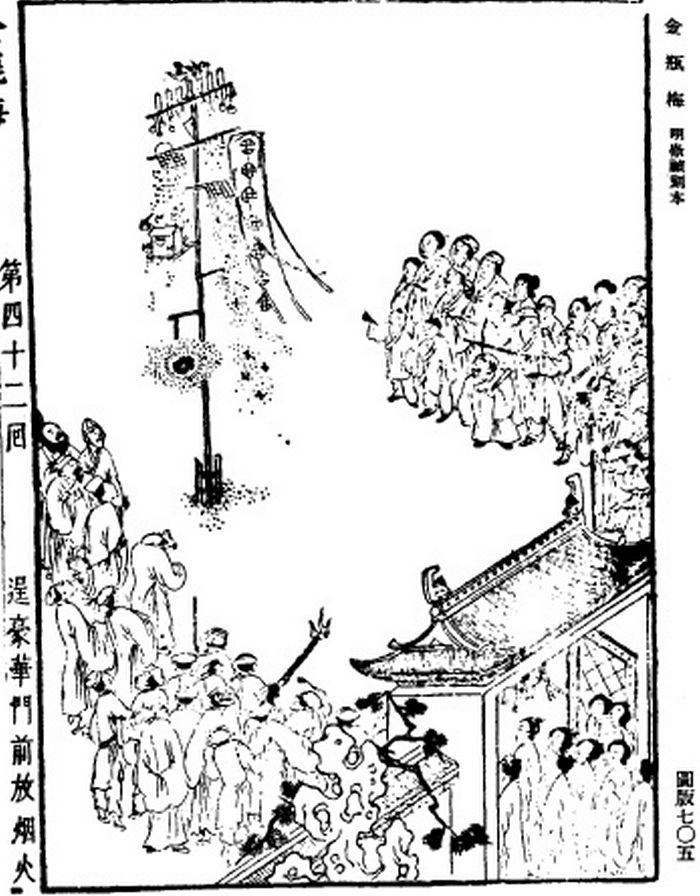
تمثيل لعرض ألعاب نارية يعود إلى نسخة 1628-1643 من رواية جين بينغ ماي.

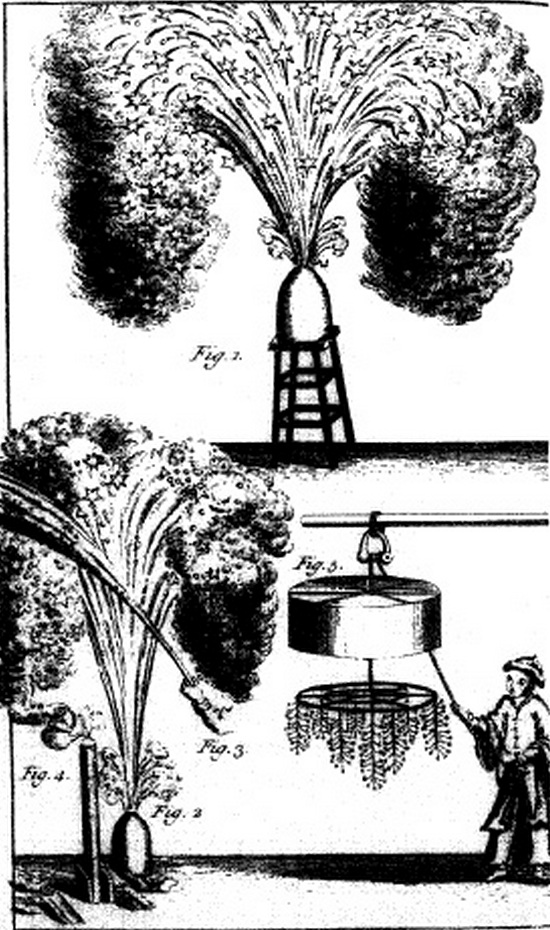
تصوير يعود إلى القرن الثامن عشر للعالم بيير نيكولا دانكارفيل يظهر الألعاب النارية في الصين.

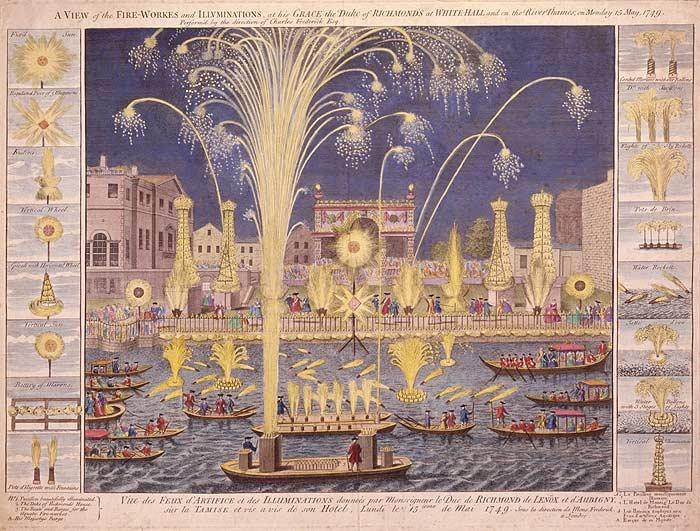
تنميش يظهر الألعاب النارية الملكية على ضفة التيمز في لندن سنة 1749.

يعود أوّل توثيق للألعاب النارية إلى القرن السابع الميلادي أثناء عهد سلالة تانغ عندما اخترعها الصينيون من أجل احتفالاتهم، حيث أصبحت فيما بعد جزءاً من الثقافة والتقاليد الصينية، ومن الصين انتشرت إلى الثقافات والمجتمعات الأخرى. آمن الصينيون أنّ الألعاب النارية يمكن لها أن تطرد الأرواح الشريرة وأن تجلب لهم الحظ والسعادة.
تطوّر فنّ وصنعة تحضير الألعاب النارية في الصين إلى حرفة مستقلّة؛ وكان صانعوها يحظون بالاحترام لمعرفتهم بالتقنيّات المعقّدة في المزج والتركيب والإطلاق أثناء العروض. أثناء عهد سلالة سونغ (960–1279) أصبح بوسع عامّة الشعب في الصين شراء الأنواع المختلفة من الألعاب النارية من الباعة في الأسواق؛ كما أصبحت عروض الألعاب النارية الضخمة من الأمور المألوفة. ففي سنة 1110 م أقيم عرضٌ ضخم للألعاب النارية أثناء عرضٍ عسكري لتسلية الإمبراطور سونغ هويتسونغ وبلاطه. وفي سجلّ يعود إلى سنة 1264 دُوّنت حادثة إطلاق صاروخ من الألعاب النارية بالقرب من الإمبراطورة الأم غونغ شينغ، والذي أرعبها أثناء احتفال أقيم على شرفها من ابنها الإمبراطور سونغ ليتسونغ. كان قذف الصواريخ شائعاً حينها في الحروب، مثلما يستدلّ من كتيّب تنّين النار (هيو لونغ جينغ Huolongjing)، الذي جمعه كل من ليو بووين Liu Bowen وجياو يو Jiao Yu.
انتقلت المعارف المتعلّقة بالبارود والألعاب النارية إلى العالم العربي في أواسط القرن الثالث عشر الميلادي، حيث كتب حسن الرمّاح مخطوطات متعلّقة بالأمور الحربية عن الصواريخ والألعاب النارية والقنابل الحارقة مستخدماً مصطلحات تدلّ على معرفة مستقاة من المصادر الصينية مثل إشارته إلى الألعاب النارية باسم الأزهار الصينية.
ترافقاً مع انتشار نزعة الزخرفة الصينية في أوروبا أواسط القرن السابع عشر، بدأ وجود الألعاب النارية يصبح مألوفاً، إذ كان أوّل ظهوره محطّ إعجاب من الناس، فقد ورد على لسان ليف إزمايلوف سفير بطرس الأكبر في الصين قوله: «إنهم يصنعون ألعاباً نارية بالشكل الذي لم يره أحدٌ في أوروبا قطّ». نشر أميدي-فرانسوا فريزييه أطروحته المراجَعَة عن الألعاب النارية Traité des feux d'artice pour le spectacle سنة 1747، واصفاً فيها استخدام الألعاب النارية لأغراض التسلية والمراسم الاحتفالية. وفي سنة 1749 ألّف الموسيقار جورج فريدريك هاندل مقطوعة موسيقى الألعاب النارية الملكية للاحتفال بمعاهدة إيه لاشابيل (معاهدة آخن).
قام اليسوعي بيير نيكولا دانكارفيل سنة 1758 أثناء إقامته في بكين بتدوين طرق صناعة وتركيبات الألعاب النارية الصينية وأرسلها إلى الأكاديمية الفرنسية للعلوم، والتي كشفت عن تلك المراسلات ونشرتها بعد خمس سنوات. ترجمت هذه المدوّنات سنة 1765 إلى لغات عدّة، ممّا أدّى إلى إماطة اللثام عن سرّ هذه الصنعة واتّساع انتشار الألعاب النارية بين الناس.

## التركيب

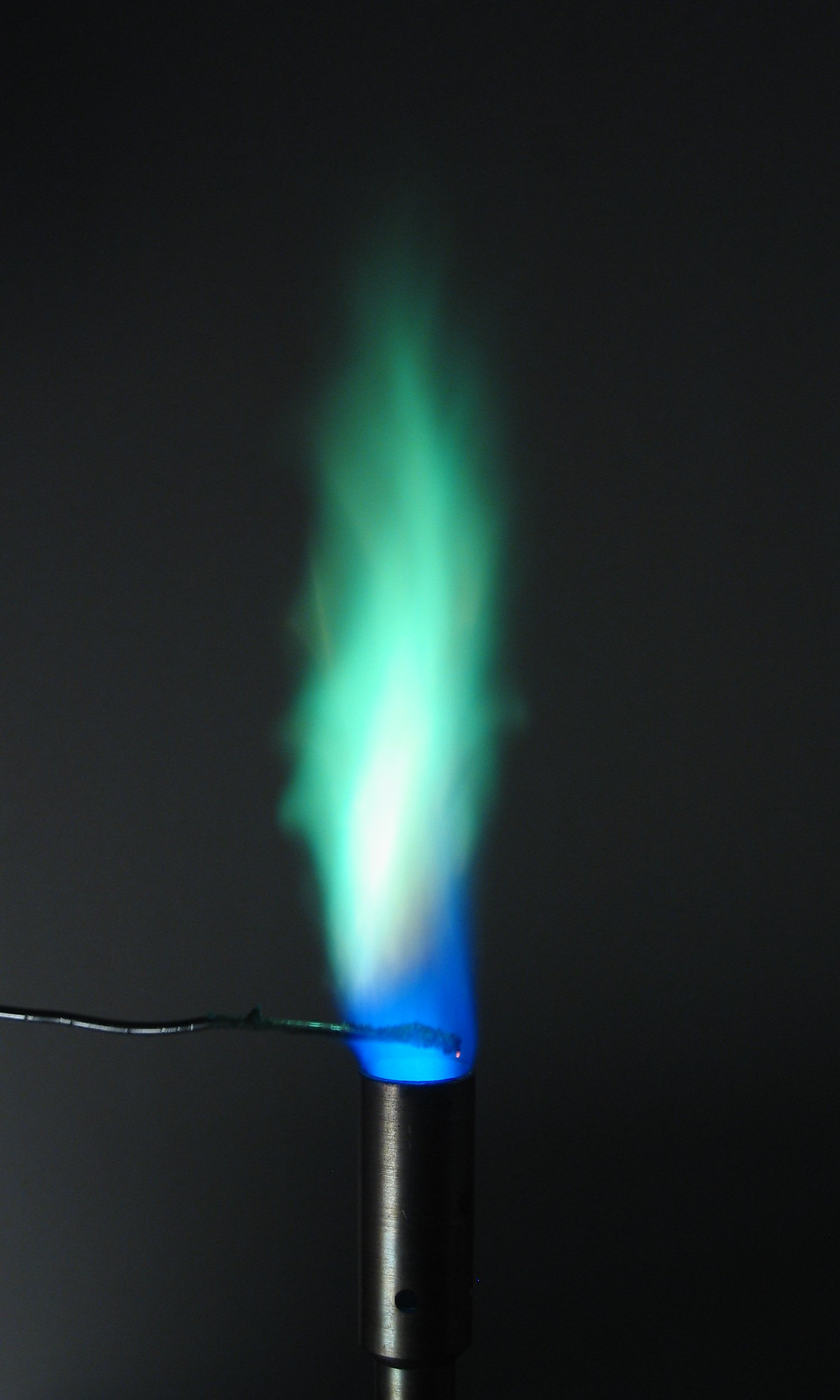
تعطي مركبات النحاس وهجاً أخضر أو أزرق مخضر في اللهب.

تتولّد الألوان في الألعاب النارية حسب نوع المواد الكيميائية الموجودة في المقذوف، والتي عادةً ما تكون على شكل حبيبات محشورة داخل أنبوبة. تسمّى هذه الحبيبات باسم النجمات النارية، أو النجمات فقط، وهي المسؤولة عن إصدار الوهج اللوني عند الاشتعال. تحوي هذه «النجمات» على أربعة مكوّنات أساسية:
- وقود يتيح للنجم الاشتعال
- مؤكسد ينتج أكسجين بكمّيّة كافية لاحتراق الوقود
- ملوّن من المواد الكيميائية الموافقة
- رابط يجمع المكوّنات مع بعضها في الحبيبة

وقد يضاف عامل مكوّن خامس على شكل مانح كلوري، والذي يزوّد بغاز الكلور من أجل إضفاء قوّة إلى لون اللهب (أحياناً يقوم المؤكسد بهذا الدور).
| اللون   | الفلزّ                                                      | أمثلة للمركّبات                                                               |
| ------- | ---------------------------------------------------------- | ---------------------------------------------------------------------------- |
| أحمر    | سترونتيوم (أحمر شديد) ليثيوم (أحمر متوسط)                  | SrCO3 (كربونات السترونتيوم) Li2CO3 (كربونات الليثيوم) LiCl (كلوريد الليثيوم) |
| برتقالي | كالسيوم                                                    | CaCl2 (كلوريد الكالسيوم)                                                     |
| أصفر    | صوديوم                                                     | NaNO3 (نترات الصوديوم)                                                       |
| أخضر    | باريوم                                                     | BaCl2 (كلوريد الباريوم)                                                      |
| أزرق    | نحاس                                                       | CuCl2 (كلوريد النحاس)                                                        |
| النيلي  | سيزيوم                                                     | CsNO3 (نترات السيزيوم)                                                       |
| بنفسجي  | بوتاسيوم روبيديوم (أحمر-بنفسجي)                            | KNO3 (نترات البوتاسيوم) RbNO3 (نترات الروبيديوم)                             |
| ذهبي    | فحم نباتي أو أسود الكربون أو حديد                          | فحم نباتي أو أسود الكربون أو حديد                                            |
| أبيض    | مساحيق التيتانيوم أو الألومنيوم أو البيريليوم أو المغنسيوم | مساحيق التيتانيوم أو الألومنيوم أو البيريليوم أو المغنسيوم                   |

تعدّ المادّة الكيميائية المانحة للون من أهم المكوّنات، واللون الصادر هو نفسه الملاحظ في اختبار اللهب، مع العلم أنّه ليس كل المركّبات المصدرة للألوان تكون مناسبةً للاستخدام كمواد ملوّنة في الألعاب النارية، إذ أنّ الملوّن المثالي ينبغي له أن يصدر لوناً نقيّاً وشديداً بتراكيز معتدلة.
يظهر الجدول أدناه العلاقة بين التركيب والأثر اللوني للمواد الكيميائية المستخدمة في تركيب الألعاب النارية:
| الرمز | الاسم     | التطبيقات في الألعاب النارية |
| ----- | --------- | --- |
| Al    | ألومنيوم  | يضفي لون فضي وأبيض بالإضافة إلى أثر الشرارات؛ فهو مكوّن رئيسي في الشرر (ضو الليل).                                                              |
| Ba    | باريوم    | يعطي لون أخضر، ويفيد في تثبيت العناصر المتطايرة الأخرى.                                                                                        |
| C     | كربون     | مكوّن رئيسي في المسحوق الأسود، الذي يستخدم كمادّة دافعة ووقود، وذلك على شكل مسحوق فحم أو أسود الكربون.                                           |
| Ca    | كالسيوم   | تغميق ألوان المركّبات الأخرى، كما تعطي أملاحه لون برتقالي في الألعاب النارية.                                                                   |
| Cl    | كلور      | مؤكسد؛ حيث تحوي العديد من أملاح الفلزّات المصدرة للون على الكلور في تركيبتها.                                                                   |
| Cs    | سيزيوم    | يساعد في أكسدة مزائج تركيبات الألعاب النارية، كما يعطي لون نيلي.                                                                               |
| Cu    | نحاس      | يعطي لون أزرق. |
| Fe    | حديد      | إصدار الشرارات، ويتم التحكّم بلون الوهج حسب درجة الحرارة.                                                                                       |
| K     | بوتاسيوم  | يساعد في أكسدة مزائج تركيبات الألعاب النارية، حيث أنّ أملاح نترات وكلورات وبيركلورات البوتاسيوم مؤكسدات مهمّة؛ كما يضفي لون بنفسجي إلى الشرارات. |
| Li    | ليثيوم    | من أجل إعطاء لون أحمر، وخاصّة مركّب كربونات الليثيوم.                                                                                            |
| Mg    | مغنسيوم   | يحترق بلون أبيض متوهّج، لذا يستخدم لتشكيل الشرارات، ولتحسين ألق الألعاب النارية بشكل عام.                                                       |
| Na    | صوديوم    | يعطي الصوديوم لون أصفر ذهبي، ولكنّ الوهج القوي يطغى أحياناً على الألوان الأضعف.                                                                  |
| O     | أكسجين    | يدخل في تركيب المؤكسدات، والتي غالباً هي من أملاح النترات أو الكلورات أو البيركلورات.                                                           |
| P     | فوسفور    | يحترق بشكل تلقائي في الهواء على شكل وهج في التأثيرات الداكنة للألعاب النارية؛ كما يمكن أن يكون مكوّناً من مكوّنات الوقود.                         |
| Rb    | روبيديوم  | يساعد في أكسدة مزائج الألعاب النارية، وتعطي أملاحه لون أحمر-بنفسجي.                                                                            |
| S     | كبريت     | يدخل كمكوّن في الوقود (المسحوق الأسود). |
| Sb    | إثمد      | إضفاء أثر البريق |
| Sr    | سترونتيوم | يعطي اللون الأحمر، كما أنّ أملاحه مهمّة لتثبيت مزائج الألعاب النارية.                                                                            |
| Ti    | تيتانيوم  | يمكن حرقه كمسحوق أو قطع صغيرة لإعطاء شرارات فضّية.                                                                                              |
| Zn    | زنك       | إعطاء أثر الدخان في الألعاب النارية. |

## التأثيرات

### المرئية
الفاونيا
من الأشكال الشائعة للقذائف في الألعاب النارية زهرة الفاونيا، حيث يتمّ تصميم الألعاب النارية بشكل يعطي انفجاراً كروياً للشحنة الحاوية على «نجمات» ملوّنة تحترق دون أن تترك ذيلاً (أثراً) وراءها.
الأقحوان
يكون التصميم شبيهاً بزهرة الفاونيا، ولكن مع وجود «نجمات» تترك أثراً مرئياً من الشرارات.
الأضاليا
من حيث الشكل هي شبيهة لقذيفة الفاونيا، ولكن لها عدد أقلّ وأحجام أكبر من «النجمات»، والتي تقطع مسافة أطول من المسافة العادية بعد انفجار القذيفة قبل أن تشتعل. لذلك فإنّ بعض قذائف الأضاليا تكون أسطوانية الشكل بدل أن تكون على شكل حبيبات لإفساح المجال لنجمات أكبر.
الصفصاف

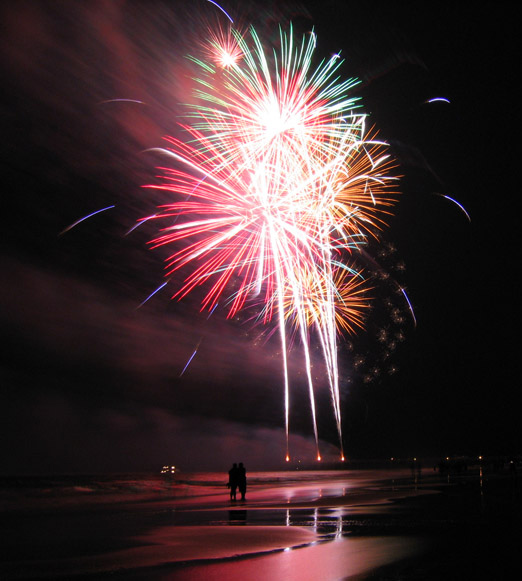
تشكيلة من قذائف الألعاب النارية من نمط النخلة.

يكون التصميم شبيهاً بتصميم زهرة الأقحوان، ولكن مع وجود «نجمات» ذهبية أو فضّية طويلة-الاشتعال والتي تعطي أثراً شبيهاً بتدلّي أغصان شجرة الصفصاف.
النخلة
تحوي قذيفة الألعاب النارية من نمط النخلة على عدد قليل نسبياً من «النجمات» كبيرة الحجم التي تترك أثراً يشبه المذنّب، والتي تكون مرتّبة بشكل يسمح لها بالانفجار مخلّفة وراءها فروعاً وأذرع كبيرة بشكل يشبه النخيل. عندما تكون الحشوة معبّأة بشكل مدروس، يمكن الحصول على أثر مستمر في المنتصف يظهر عند صعود القذيفة بشكل يوحي بهيئة جذع النخلة.
الحلقة
وهي قذيفة تحوي على نجمات مرتّبة بطريقة تعطي هيئة حلقة عند الانفجار. يمكن إجراء تحويرات على ترتيب النجمات بحيث تعطي شكل وجه مبتسم أو قلب أو ما شابه ذلك.
التاج
وهذا الشكل هو نمط من أنماط زهرة الفاونيا أو الأقحوان مع وجود عنقود مركزي من النجمات غير المتحرّكة، والتي عادةً ما تكون ذات ألوان متعاكسة، بحيث يعطي في النهاية شكل ديادم (تاج إكليلي).
كامورو

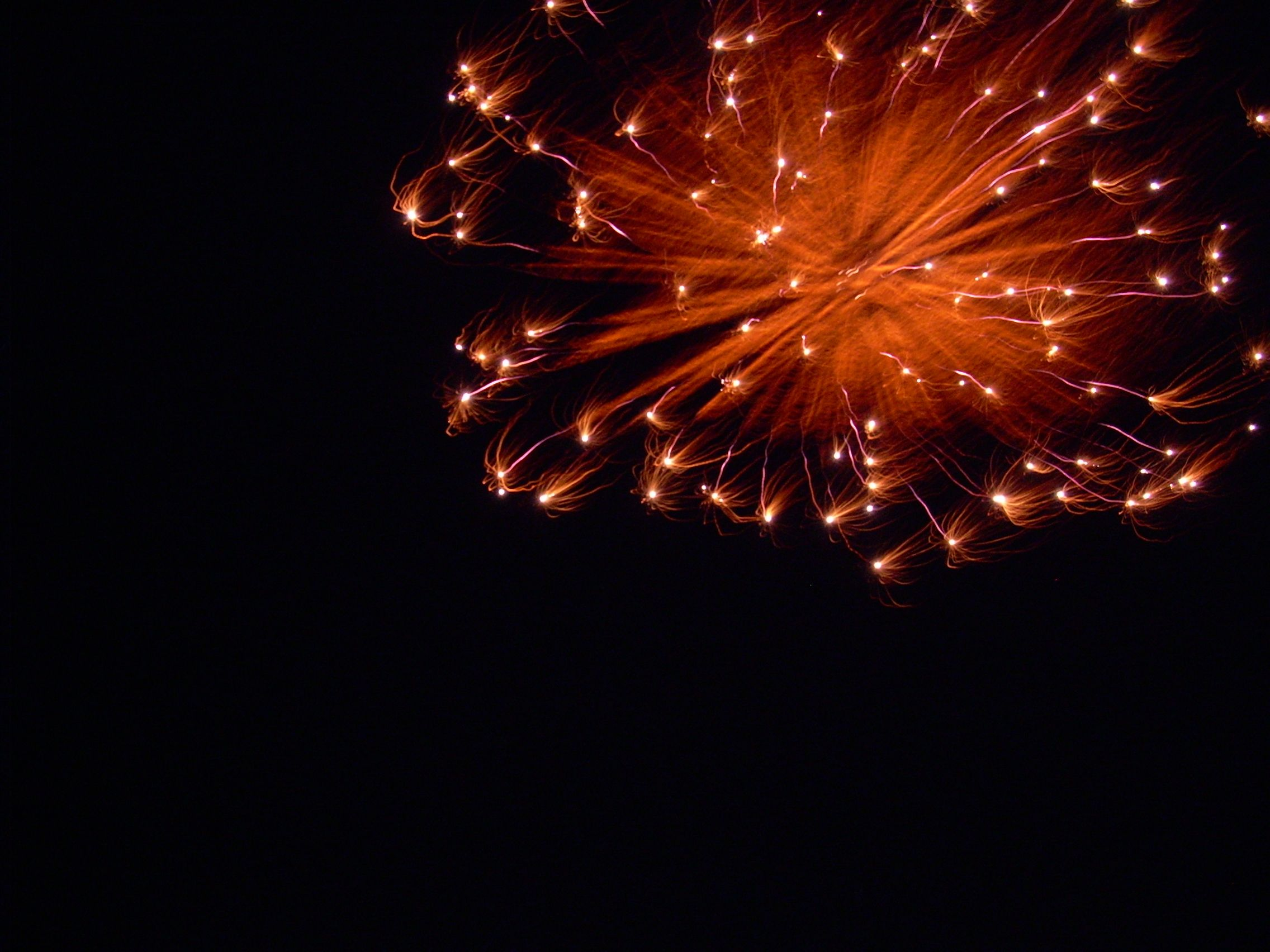
نموذج نمطي لأثر كامورو في الألعاب النارية.

كامورو Kamuro هي كلمة في اللغة اليابانية تعني «قصّة شعر الصبيان»، وهو ما يكون عليه شكل القذيفة بعد انفجارها بشكل كامل في السماء، بحيث تترك «النجمات» الذهبية أو الفضّية بريقاً كثيفاً، وغالباً ما تكون ساطعة في سماء الليل.
كروسيت
الكروسيت Crossette هي قذيفة تحوي على عدّة «نجمات» كبيرة، تقطع مسافة صغيرة عند انفجارها، قبل أن تنفجر إلى «نجمات» أصغر، مخلّفة بذلك وراءها أثراً يشبه الشبكة. عادةً ما تنشطر نجمة الكروسيت إلى أربعة أجزاء تطير متباعدةً عن بعضها بشكل متناظر على شكل صليب. كانت العبوات في الأوّل مقتصرةً على اللونين الذهبي والفضّي، ولكن يوجد منها حالياً تشكيلات ملوّنة من الأحمر أو الأخضر أو الأبيض.
العنكبوت
```

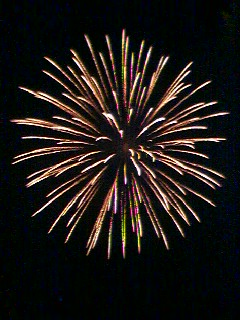
أثر نمطي لقذيفة العنكبوت

قذيفة تحوي نجمات سريعة الاشتعال بحيث تنفجر بقوّة كبيرة تدفع فيها النجمات الأخرى بشكل مستقيم ومستوي قبل أن تخمد تدريجياً وتتباعد قليلاً عن بعضها، ممّا يعطي في النهاية شكلاً في السماء على هيئة خطوط شعاعية تشبه أقدام العنكبوت.
```

ذيل الحصان
سمّي هذا النمط كذلك بسبب الشكل الشبيه بذيل الحصان، حيث تترك القذيفة «نجمات» ضخمة طويلة الاشتعال ذات ذيل، والتي تسير فقط لمسافة قصيرة من القذيفة قبل وقوعها على الأرض. يسمّى هذا النمط أحياناً باسم «الشلّال».
المطر
وهو أثر ينتج من «نجمات» كبيرة بطيئة الاشتعال داخل القذيفة التي تترك ذيلاً يحوي عدداً كبيراً من الشرارات البرّاقة وراءه وصوتاً يشبه تساقط المطر. تتمّ العملية بشكل متتالٍٍ ومتدرّج، على العكس من أثر المطر العادي الذي تهطل فيه كمّيّات من المواد البرّاقة في نفس الوقت.
الباقة
وهي نمط متعدّد الانفجار، حيث تقذف في البداية قذيقة كبيرة تتشظّى إلى أجزاء من مختلف الأنماط والأحجام. يكون الانفجار الأولي قويّاً بشكل يؤمّن بعثرة الشظايا عن بعضها لمنع التداخل عندما تنفجر لاحقاً. عندما تكون الشظايا الأصغر من نفس الحجم والنوع يدعى الأثر حينها باسم «الآلاف».
التحيّة العسكرية
وهي قذيفة تعطي عند تفجيرها صوتاً قويّاً أكثر من الأثر المرئي المرافق. تتكوّن قذائف التحيّة العسكرية من مسحوق الفلاش، والذي يعطي وميضاً سريعاً يشبه ضوء الفلاش يتبعه صوت انفجار قوي. يمكن إضافة التيتانيوم إلى مزيج المسحوق لإعطاء أثر على شكل سحابة من الشرارات المتألّقة تحيط بالوميض. غالباً ما تطلق قذائف التحيّة العسكرية لإضفاء جوّ من البهجة في نهاية عروض الألعاب النارية.
اللغم
يعطي نمط اللغم عند انفجاره العديد من «النجمات» في السماء، ويقذف عادةً مثل الهاون، ويتألّف من عبوة ذات قوّة دافعة من الأسفل، أمّا الشحنة ففي الأعلى، ويكون صوت انفجارها ضعيفاً.
الشمعة الرومانية
الشمعة الرومانية هي عبارة عن أنبوبة طويلة تحوي عدة «نجمات» كبيرة تشتعل عند فترات متباعدة متساوية. عادةً ما ترتّب هذه النجمات على شكل مروحة أو بشكل متقاطع، وعلى ارتفاع قريب من الحضور المشاهدين. تحوي بعض الأنماط الأكبر من الشموع الرومانية على قذائف صغيرة بدل النجمات في الحشوة.
الكعكة
الكعكة في الألعاب النارية هي مجموعة عنقودية من أنابيب متصلة مع بعضها بفتيل يؤمّن إشعال سلسلة من الشحنات داخلها. يمكن لمجموعة كعكة واحدة أن تطلق أكثر من 1000 طلقة (رمية). توجد أصناف شتّى من تشكيلات شحنات الأنابيب تعرف عادةً بأسمائها التجارية.

### الصوتية
المفرقعات هي صنف من الألعاب النارية تحدث أصواتاً دون أثر مرئي، والتي يشبه صوتها أحياناً إطلاق النار من المسدّسات. يمكن أن تكون الأصوات على شكل فرقعة؛ أو طنين مثل طنين النحل أو الذباب؛ أو على صوت صفير.

## المناسبات والمهرجانات

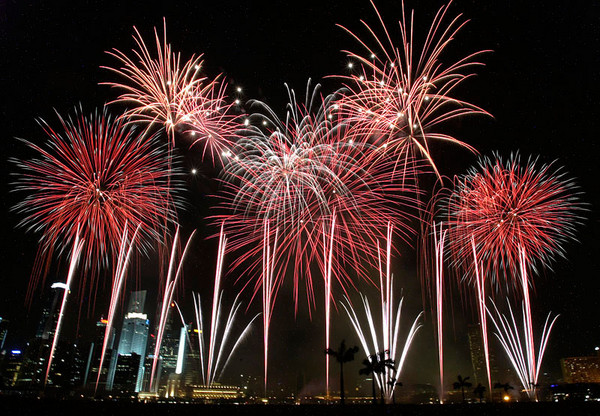
إطلاق الألعاب النارية في احتفالات العيد الوطني في سنغافورة.

أصبح من الشائع تنظيم العروض لإطلاق الألعاب النارية في المناسبات على اختلافها في كافّة أرجاء العالم. من أشهر هذه المناسبات التي تتمّ بشكل متزامن حول العالم هو الاحتفال بمناسبة رأس السنة الميلادية، حيث تبلغ الاحتفالات ذروتها عند تمام الساعة الثانية عشرة ليلاً بإطلاق الألعاب النارية. كما أنّه من الشائع أيضاً إطلاق الألعاب النارية في المناسبات الدينية؛ فيحتفل المسلمون في بعض البلدان بإطلاق الألعاب النارية في عيدي الفطر والأضحى، أمّا الهنود السيخ والهندوس فيطلقونها في عيد ديوالي، الذي يعني عيد الأنوار؛ في حين أنّ بعض الدول المسيحية الكاثوليكية تحتفل عند تعيين البابا بإطلاق الألعاب النارية.
إنّ التقليد القائم على إطلاق الألعاب النارية في الأعياد الوطنية أصبح من الأمور الشائعة في مختلف أنحاء العالم. ففي سنغافورة تقام احتفالاً بالعيد الوطني مسابقة دولية في الألعاب النارية بين فرق من مختلف دول العالم على مدى عدّة ليال، وتلقى اهتماماً متزايداً. أمّا في مالطا فتطلق الألعاب النارية عند ميلاد أمير جديد أو تعيين حاكم جديد للبلاد.
يعدّ الاحتفال بليلة البون فاير (ليلة جاي فوكس) في بريطانيا إحدى أكبر المناسبات التي تطلق فيها الألعاب النارية، والتي تقام في الخامس من تشرين الثاني/نوفمبر من كلّ سنة احتفالاً بإفشال مؤامرة البارود في نفس اليوم سنة 1605. تقام الاحتفالات بإطلاق الألعاب النارية في سماء مختلف المناطق في بريطانيا. أمّا في جمهورية أيرلندا وأيرلندا الشمالية فيحدث أكبر احتفال بالألعاب النارية يقصده عدد كبير من الناس يوم الهالووين، وذلك في عدّة مدن مثل بلفاست ودبلن وديري، حيث حضر في المدينة الأخيرة سنة 2010 أكثر من 20 ألف شخص.
كان أوّل احتفال للأمريكين بيوم الاستقلال سنة 1777، ثم جرى التقليد بالاحتفال به سنوياً، حيث تطلق الألعاب النارية بكثافة. تعدّ شركة والت ديزني أكبر مستهلك للألعاب النارية في الولايات المتحدة، إذ تطلقها ديزني لاند أثناء العروض والمواسم والاحتفالات المختلفة. تمّ الإعلان سنة 2004 عن تطبيق تقنية استخدام الهواء المضغوط في إطلاق الألعاب النارية بدلاً من البارود، ممّا رفع من معايير الأداء والسلامة في نفس الوقت.

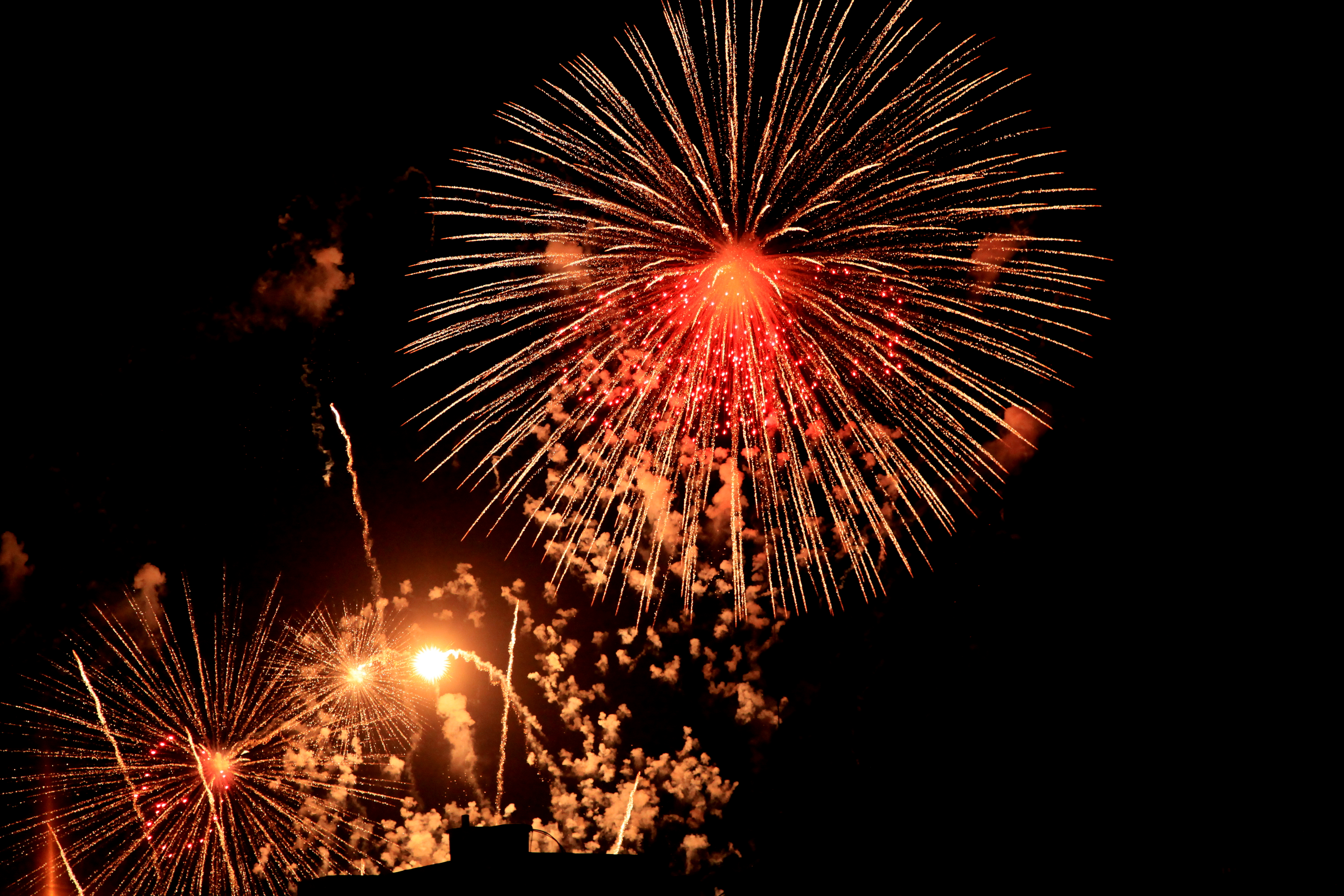
مهرجان مالطا الدولي للألعاب النارية سنة 2014.

يقام في اليابان عرض خاص في الصيف يسمى مهرجان الألعاب النارية (花火大会 هاناباي تاكاي)، وفيه تطلق الألعاب النارية يومياً كل مساء، ومن أكبرها المقام في مدينة تونداباياشي في أوساكا إذ يفوق فيها عدد الجولات أكثر من 100 ألف، وتجذب عدداً كبيراً من المشاهدين (حوالي 800 ألف). أقيم هذا المهرجان لأوّل مرّة في اليابان سنة 1777؛ ولا يزال بعض اليابانيون يتّبعون التقاليد المرافقة للحفل من ارتداء اليوكاتا أو التقاط السمك الذهبي. كما يقام أيضاً مهرجان دولي سنوي للألعاب النارية في مالطا، وكذلك الأمر في مدينة مونت كارلو في موناكو. يقام مهرجان الألعاب النارية في موناكو منذ سنة 1966 في الفترة بين شهري تموز/يوليو وآب/أغسطس من كل عام، ويعود الفائز في مسابقة المهرجان في نوفمبر لإظهار عرضه في اليوم الوطني لموناكو.
كما تقام في الدول العربية مهرجانات سياحية تنظم فيها عروض للألعاب النارية، كما هو الحال في مهرجان دبي للتسوق.

## المسابقات

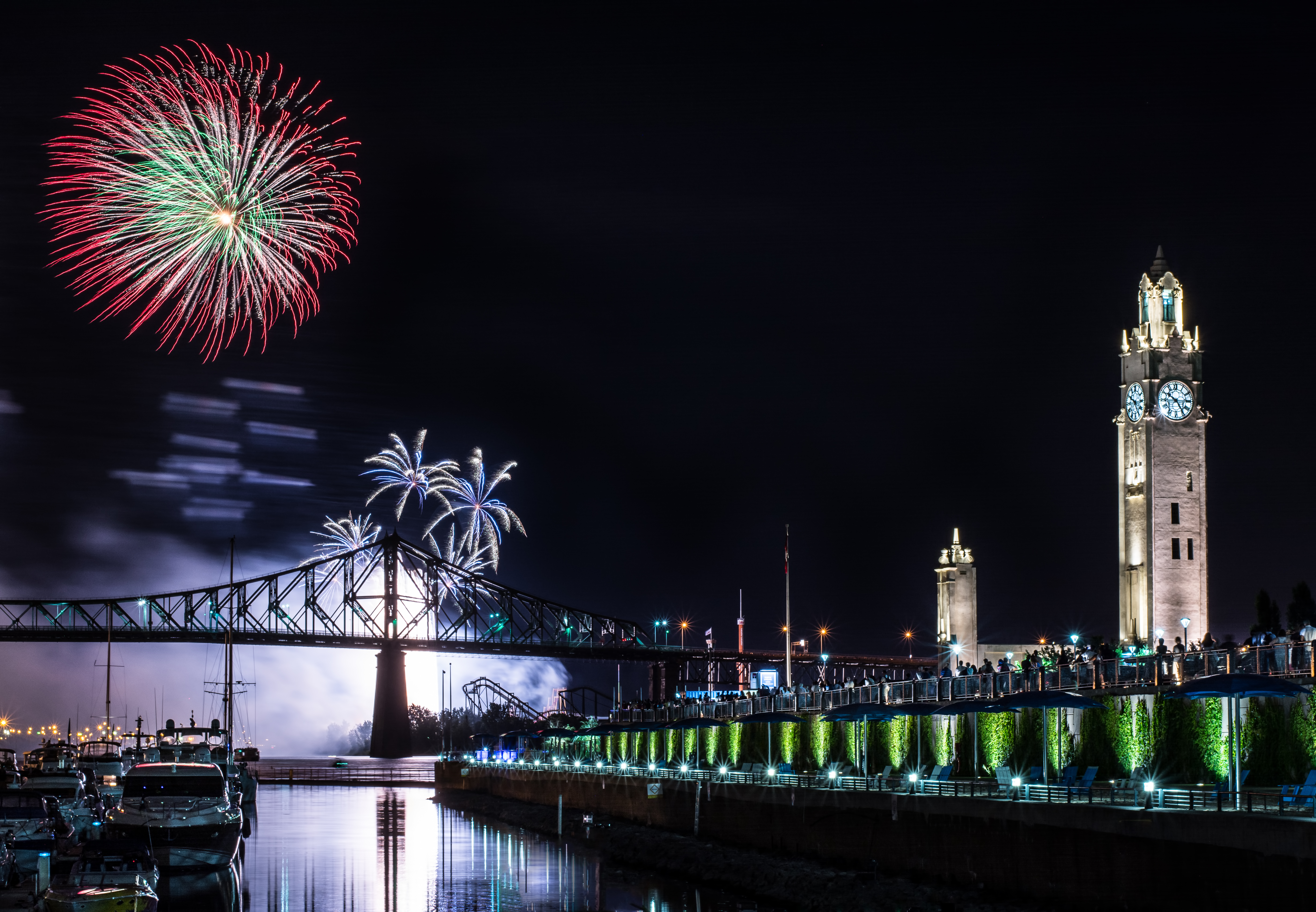
جولة من الألعاب النارية في مهرجان مونتريال

تقام المهرجانات والمسابقات في كافّة أنحاء العالم للتنافس في تقديم أفضل العروض بإطلاق الألعاب النارية. من أكبرها مهرجان سنوي للألعاب النارية يقام في مدينة مونتريال الكندية اسمه L'International des Feux Loto-Québec، الذي يقام منذ سنة 1985 ويقصده أكثر من 3 ملايين زائر؛ كما يقام في كندا أيضاً مهرجان احتفال الضوء Celebration of Light في مدينة فانكوفر بين شهري تموز/يوليو وآب/أغسطس منذ سنة 1990.
تعقد مسابقة الفلبين الدولية Philippine International Pyromusical Competition في مدينة باساي سنوياً لمدّة ستّة أسابيع بين شهري شباط/فبراير وآذار/مارس؛ كما يقام مهرجان فنون التقانة النارية Le Festival d'Art Pyrotechnique في الريفييرا الفرنسية صيفاً من كلّ عام.

### الأرقام القياسية
أكبر عرض للألعاب النارية
يعود الرقم القياسي لأكبر عدد من الألعاب النارية المطلقة بشكل متزامن خلال عرض واحد إلى كنيسة المسيح (إغليجا ني كريستو) في مانيلا عاصمة الفلبين أثناء احتفالات رأس السنة الميلادية 2016، حيث أطلقت 810,904 قذيفة، واستمرّ العرض حوالي ساعة كاملة. كان الرقم السابق عائداً إلى شركة Svea Fireworks النرويجية، التي أطلقت 540,382 قذيفة في 29 نوفمبر 2014 احتفالاً بمرور 200 سنة على الدستور النرويجي؛ وبذلك تجاوزت الرقم السابق الذي كان بحوزة دبي (479,651).
أكبر «عجلة كاثرين»

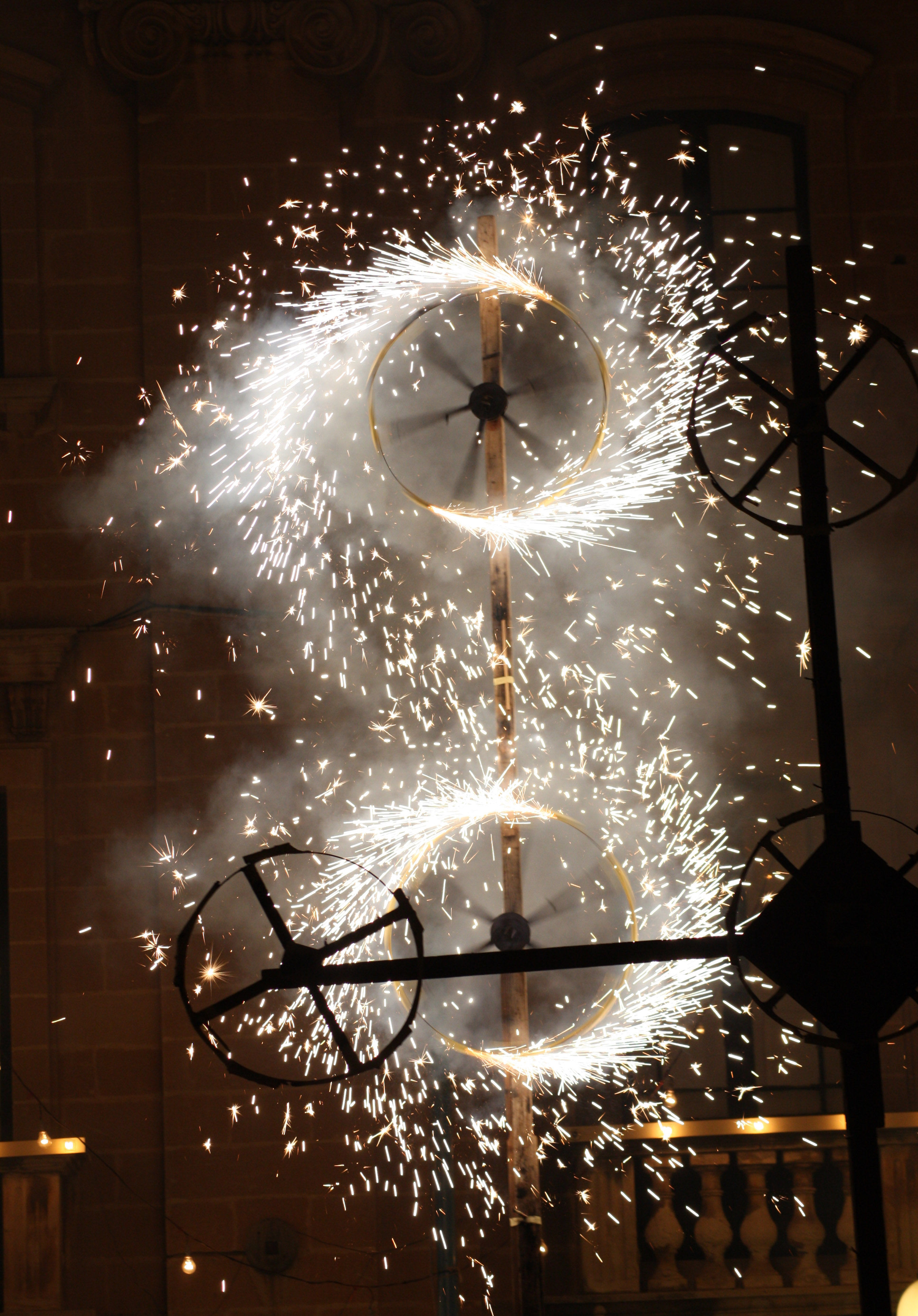
عجلتا كاثرين تدوران في احتفال ألعاب نارية في مالطا.

«عجلة كاثرين» Catherine wheel هي عجلة شاقولية يرافق دورانها إطلاق الألعاب النارية. أكبر عجلة صمّمها مصنع The Lily Fireworks في مالطا في 18 حزيران/يونيو 2011.
أطول «شلّال» من الألعاب النارية
قيس أطول «شلّال» من الألعاب النارية، والذي أطلق عليه اسم «شلّالات نياغارا»، حيث بلغ قياسه 3,517.23 متر عند إطلاقه في 23 آب/أغسطس بمهرجان «بحار أرياكي» في مدينة فوكوكا اليابانية.
أكبر عدد من صواريخ الألعاب النارية أطلق في 30 ثانية
إن أكبر عدد من صواريخ الألعاب النارية أطلق في 30 ثانية هو 125,801، وهو رقم قياسي حقّقته شركة Pyroworks International Inc في الفلبين في الثامن من أيار/مايو 2010.
أكبر صاروخ من الألعاب النارية
بلغ وزن أكبر صاروخ من الألعاب النارية 97.01 كيلوغرام، وأطلق في ولاية نيفادا الأمريكية في 27 أيلول/سبتمبر 2014.

### المنظّمات
توجد في بعض البلدان مثل الولايات المتحدة نوادٍ مخصّصة للمهتمين بالألعاب النارية من هواة ومحترفين. تقوم هذه المجموعات بإعطاء توجيهات مستمرة حول السلامة، كما تقوم بتنظيم لقاءات وندوات ودورات تدريبية.
في سنة 1969 تأسّست الرابطة الحرفية الدولية لتقنيّي الألعاب النارية Pyrotechnics Guild International؛ وهي منظّمة دولية غير ربحية، يبلغ عدد أعضائها 3500، وهي بذلك تمثّل أكبر تجمّع للمهتمّين بالألعاب النارية في العالم.

## تحذيرات الأمان والمخاطر

### السلامة

تحضير الألعاب النارية في ألمانيا.

يصنّف الاستعمال غير الملائم للألعاب النارية من المخاطر الجسيمة للأشخاص والممتلكات. هناك خطر التعرض للحروق والجروح بالنسبة للأفراد المطلقين للقذائف والمحيطين بهم، خاصة منطقة العين الحساسة.؛ كما أنّ الخطر القائم بحدوث حرائق مرتفع نسبياً، خاصّة عند سقوط الألعاب النارية بالقرب من المواد القابلة للاشتعال. لهذا السبب فإنّ استعمال الألعاب النارية ليس مسموحاً بشكل كامل بالإطلاق، فهناك ضوابط قانونية تحصر الاستخدام. فعروض الألعاب النارية تطلق فقط وفق قانون معظم الدول من قبل محترفين للعمل بها، مع العلم أنّ العيّنات الاستهلاكية التي تباع في المتاجر المتاحة للعموم هي ذات خطر أقلّ لاحتوائها على كمّيّة أقلّ من المواد المتفجّرة من أجل تقليل الخطر المحتمل للإصابة. من الأمثلة على الكوارث المتعلّقة بالألعاب النارية كلّ من حادثتي حريق معبد كولام في الهند، وانفجار متجر سان بابليتو في المكسيك؛ واللذان وقعا سنة 2016.
قد تسبّب الألعاب النارية مشاكل للحيوانات الأهلية والبرّية، إذ من المحتمل أن تصاب بالذعر من الضجيج فتتعرّض للخطر والإيذاء عند اقترابها من السور عند محاولتها الهرب.

### التلوّث
يختلف أثر التلوّث الذي تحدثه الألعاب النارية حسب التركيبة، والتي يحتمل لبقاياها بعد الانفجار أن تكون على تماس مباشر مع البيئة المحيطة، والذي يسبّب الخطر في بعض الأحيان. فينسب إلى الألعاب النارية أنّها مصدر لمركّبات البيركلورات في البحيرات؛ إذ قامت إحدى الدراسات على بحيرة في ولاية أوكلاهوما الأمريكية بمقارنة تركيز البيركلورات قبل وبعد الألعاب النارية بين عامي 2004 و2006، ولاحظت ارتفاع التركيز بعد 14 ساعة من العرض بمقدار 24 إلى 1028 ضعف عن الحدّ الطبيعي الوسطي. دفع هذا الأمر وكالة حماية البيئة الأمريكية إلى القيام بدراسات لمعرفة أثر البيركلورات على البيئة ومياه الشرب، ووضعت ولاية كاليفورنيا إرشادات على صعيد محلّي فيما يخصّ استخدام البيركلورات.
يمكن لمخلّفات الألعاب النارية أن تحوي بقايا فلزات ثقيلة وبعض المركّبات السامّة، كما أنّ أثر الدخان يلوّث الهواء ممّا قد يسبّب تعقيدات صحّية للأشخاص المصابين بالربو.

## الضوابط
تضع العديد من دول العالم ضوابط على استخدام الألعاب النارية، والتي تختلف من بلد لآخر في بعض التفاصيل، إلّا أنّها بمجملها تراعي تحقّق شروط السلامة. فهي مثلاً ممنوعة في مناطق السلطة الوطنية الفلسطينية، والكويت.
كندا
يتمّ التفريق بين الألعاب النارية الاستهلاكية والألعاب النارية التجارية، إذ أنّ الأخيرة ترخّص فقط من قسم إدارة المتفجّرات في دائرة الموارد الطبيعية الكندية، ويتطلّب استحواذها الحصول على وثيقة من قبل مشرف خبير بالألعاب النارية بعد دورة تستمرّ ليوم كامل وعلى ثلاثة مستويات، مع إعطاء الإرشادات والتوجيهات التقنية.
الولايات المتحدة

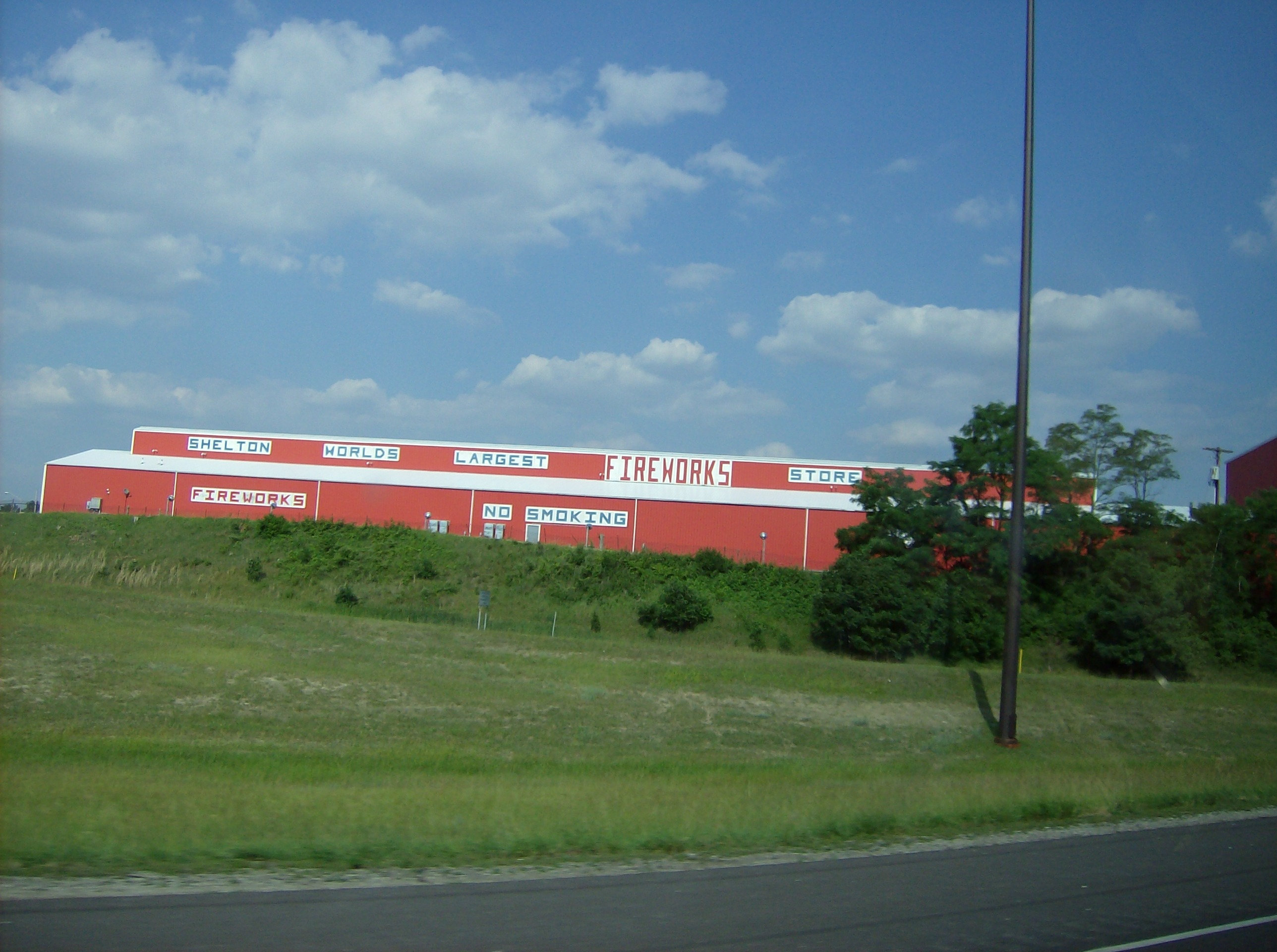
بسبب حظر شراء الألعاب النارية في بعض الولايات الأمريكية أقدمت بعض الشركات على إنشاء مخازنها في بعض الأحيان على حدود الولايات؛ كما في المثال هنا لمخزن يقع على الحدود بين ولايتي إنديانا وأوهايو.

يعدّ مكتب الكحول والتبغ والأسلحة النارية والمتفجرات الأمريكي (BATFE) المسؤول عن منح التراخيص للألعاب النارية الاحترافية. يتمّ تقسيم الألعاب النارية إلى أصناف وفق نظام تصنيف شحن المتفجّرات التابع للأمم المتّحدة، وهو نظام حديث متّبع، ومبني على الضبط والتصنيف بناءً على الشحن وليس على الاستعمال كما في النظام السابق.
التصنيف:
- Class 1.1G : خطر انفجار كبير (البارود UN0094 وطلقات التحيّة العسكرية UN0333)
- Class 1.2G : مقذوفات دون انفجار كبير (ألعاب نارية UN0334)
- Class 1.3G : حريق، انفجار ضعيف (ألعاب نارية UN0335)؛ تنصّ القوانين الفيدرالية على أنّ استحواذ هذا الصنف من الألعاب النارية دون رخصة يعد جناية يعاقب عليها القانون بالسجن لمدّة تصل إلى خمس سنوات.
- Class 1.4G  : خطر انفجار ضئيل (ألعاب نارية UN0336)؛ وهي الألعاب النارية الاستهلاكية وتشمل: الصواريخ والمواد المتوهجة والشمعة الرومانية والمفرقعات والألماسات بالإضافة إلى أنواع أخرى مختلفة مثل «عجلة كاثرين» و«الأفعى الفرعونية» و«الكعكة» وغيرها.

هناك بعض الولايات الأمريكية التي تحظر استخدام الأنواع الاستهلاكية فيها، مثل ولاية نيوجيرسي؛ أما ولاية إلينوي فتسمح بأصناف محدودة التوهّج مثل الألماسات وبعض المفرقعات، ما يضطرّ القاطنين هناك إلى السفر إلى ولايات أخرى تسمح بشراء الألعاب النارية.
المملكة المتحدة
تصنّف الألعاب النارية في المملكة المتحدة إلى أربعة أصناف: أ) منزلية ب) للحدائق ج) للعروض د) للمحترفين. تتولى إدارة الصحة والسلامة الإشراف على ترخيص استعمال الألعاب النارية بالتعاون مع السلطات وإدارة الإطفاء المحلّية.
لا تباع الألعاب النارية في المملكة المتحدة للأفراد دون سن 18؛ ولا يسمح بإطلاقها بين الساعة 11 ليلاً إلى السابعة صباحاً باستثناء ليلة البون فاير (حتى منتصف الليل) ورأس السنة الميلادية ورأس السنة الصينية وديوالي(إلى الساعة الواحدة ليلاً).

### باللغة العربية
1. ↑  "كيمياء الألعاب النارية". الباحثون المصريون. ديسمبر 2016. مؤرشف من الأصل في 2018-08-28.
2. ↑  نهى، السداوي (الأربعاء 15-07-2015). "الألعاب النارية تضيء تسعة مواقع في الرياض بالعيد". مجلة سيدتي. مؤرشف من الأصل في 21 يوليو 2015. {{استشهاد بخبر}}: تحقق من التاريخ في: |تاريخ= (مساعدة)
3. ↑  "استمتعوا بمشهد سماء دبي وهي تزهو بالألعاب النارية". مهرجان دبي للتسوق. ديسمبر 2016. مؤرشف من الأصل في 2017-01-13.
4. ↑  حوامدة، محمد (الأربعاء 7 أغسطس، 2013). "الألعاب النارية.. إثارة محفوفة بالمخاطر". سكاي نيوز عربية skynewsarabia. مؤرشف من الأصل في 29 يناير 2017. اطلع عليه بتاريخ 10 يناير 2017. {{استشهاد بخبر}}: تحقق من التاريخ في: |تاريخ= (مساعدة)
5. ↑  مصرع أكثر من 80 شخصاً في حريق بمعبد هندوسي، السومرية. نسخة محفوظة 16 يونيو 2016 على موقع واي باك مشين.
6. ↑  100 قتيل على الأقل في حريق بمعبد في الهند، بي بي سي العربية. نسخة محفوظة 02 يونيو 2016 على موقع واي باك مشين.
7. ↑  "الألعاب النارية في فلسطين". مركز المعلومات الوطني الفلسطيني - وفا. 2011. مؤرشف من الأصل في 2018-04-02.
8. ↑  "التوعية الأمنية - الألعاب النارية". وزارة الداخلية في دولة الكويت. مؤرشف من الأصل في 2019-12-19.

### بلغات أجنبية
1. ↑  Needham، Joseph (1987). Science & Civilisation in China, volume 7: The Gunpowder Epic. Cambridge University Press. ص. 140. ISBN:0-521-30358-3.
2. ↑  Needham، Joseph (1987). Science & Civilisation in China, volume 7: The Gunpowder Epic. Cambridge University Press. ص. 142. ISBN:0-521-30358-3.
3. 1 2  Temple, Robert K.G. (2007). The Genius of China: 3,000 Years of Science, Discovery, and Invention (3rd edition). London: André Deutsch, pp. 256–265. (ردمك 978-0-233-00202-6)
4. ↑  "Lidu Fireworks". cctv.com. مؤرشف من الأصل في 2019-04-26. اطلع عليه بتاريخ 2014-12-28.
5. ↑  Hutchins، Paul (2009). The secret doorway: Beyond imagination. Imagination Publishing. ص. 27. ISBN:978-0-9817123-3-8.
6. ↑  Gernet, Jacques (1962). Daily Life in China on the Eve of the Mongol Invasion, 1250–1276. Translated by H.M. Wright. Stanford: Stanford University Press, pp. 186. ISBN 0-8047-0720-0.
7. ↑  Kelly, Jack (2004). Gunpowder: Alchemy, Bombards, and Pyrotechnics: The History of the Explosive that Changed the World. New York: Basic Books, Perseus Books Group, page 2.
8. ↑  Crosby, Alfred W. (2002), Throwing Fire: Projectile Technology Through History. Cambridge: Cambridge University Press. ISBN 0-521-79158-8. Pages 100–103.
9. ↑  Needham, Joseph (1986). Science and Civilization in China: Volume 5, Chemistry and Chemical Technology, Part 7 , Military Technology; the Gunpowder Epic. Taipei: Caves Books Ltd.
10. ↑  Kelly, Jack (2004). Gunpowder: Alchemy, Bombards, & Pyrotechnics: The History of the Explosive that Changed the World. Basic Books, page 22. ISBN 0-465-03718-6.
11. 1 2  Werrett، Simon (2010). Fireworks: Pyrotechnic arts and sciences in European history. Chicago: The University of Chicago Press. ص. 181. ISBN:978-0-226-89377-8.
12. ↑  Werrett، Simon (2010). Fireworks: Pyrotechnic arts and sciences in European history. Chicago: The University of Chicago Press. ص. 144–145. ISBN:978-0-226-89377-8.
13. 1 2  Werrett، Simon (2010). Fireworks: Pyrotechnic arts and sciences in European history. Chicago: The University of Chicago Press. ص. 183. ISBN:978-0-226-89377-8.
14. ↑  Russell، Michael S. (2000). The chemistry of fireworks (ط. Repr.). Cambridge: Royal Society of Chemistry. ص. 70−73. ISBN:978-0-85404-598-3. مؤرشف من الأصل في 2019-12-19. اطلع عليه بتاريخ 2017-01-09.
15. 1 2  "The History of Fireworks in Malta". uniqueholidaymalta.com. مؤرشف من الأصل في 2015-04-30. اطلع عليه بتاريخ 2015-02-08.
16. ↑  Dixe Wills. "10 best bonfire night celebrations in the UK". the Guardian. مؤرشف من الأصل في 2019-02-27. اطلع عليه بتاريخ 2016-05-03.
17. ↑  Banks of the Foyle Halloween Carnival 2010 نسخة محفوظة 4 أكتوبر 2010 على موقع واي باك مشين.
18. ↑  Walt Disney Company (June 28, 2004). Disney debuts new safer, quieter and more environmentally-friendly fireworks technology. Press Release نسخة محفوظة 29 أغسطس 2011 على موقع واي باك مشين.
19. ↑  "Summer: the season of 'fire flowers' - The Japan Times". The Japan Times. مؤرشف من الأصل في 2011-08-06. اطلع عليه بتاريخ 2016-05-03.
20. ↑  "Festas in Malta & Gozo". malta.com. مؤرشف من الأصل في 2019-04-16. اطلع عليه بتاريخ 2015-02-08.
21. ↑  "#Monaco's International #Fireworks Festival is back this July and August". مؤرشف من الأصل في 2019-01-08. اطلع عليه بتاريخ 2015-11-09.
22. ↑  "Monaco - July/August: Monte-Carlo International Fireworks Festival / Annual Events / Plan your stay / Site officiel de Monaco". www.visitmonaco.com. مؤرشف من الأصل في 2018-05-06. اطلع عليه بتاريخ 2015-11-09.
23. ↑  "L'International des Feux Loto-Québec -". مؤرشف من الأصل في 2019-01-07.
24. ↑  "Team Canada Wins 2015 Honda Celebration of Light - Honda Celebration of Light". مؤرشف من الأصل في 2017-01-09.
25. ↑  Wacan، Agence. "Bienvenue sur LE FESTIVAL D'ART PYROTECHNIQUE CANNES - LE FESTIVAL D'ART PYROTECHNIQUE CANNES". مؤرشف من الأصل في 2018-10-01.
26. ↑  Guinness World Records نسخة محفوظة 29 مايو 2019 على موقع واي باك مشين. [وصلة مكسورة]
27. 1 2  "Norway sets new fireworks world record". The Local. 30 نوفمبر 2014. مؤرشف من الأصل في 2017-09-20. اطلع عليه بتاريخ 2014-12-05.
28. ↑  "Firework – largest Catherine wheel". Guinness World Records. مؤرشف من الأصل في 2018-04-02. اطلع عليه بتاريخ 2016-12-31.
29. ↑  "Bonfire Night: The most explosive firework-related Guinness World Records titles". Guinness World Records. مؤرشف من الأصل في 2018-07-15. اطلع عليه بتاريخ 2016-12-31.
30. ↑  "Most firework rockets launched in 30 seconds". Guinness World Records. مؤرشف من الأصل في 2014-10-17. اطلع عليه بتاريخ 2011-09-18.
31. ↑  "Largest firework rocket". Guinness World Records. مؤرشف من الأصل في 2018-04-02. اطلع عليه بتاريخ 2016-12-31.
32. ↑  "CrackerJacks". مؤرشف من الأصل في 2019-05-21. اطلع عليه بتاريخ 2016-05-03.
33. ↑  "PGI (Pyrotechnics Guild International)". مؤرشف من الأصل في 2019-03-27. اطلع عليه بتاريخ 2016-05-03.
34. ↑  "Mexico fireworks market explosion leaves at least 26 dead". Associated Press. 20 ديسمبر 2016. مؤرشف من الأصل في 2017-09-12. اطلع عليه بتاريخ 2016-12-20 – عبر The Guardian.
35. ↑  "'Several killed' in Mexico fireworks blast". BBC News. 20 ديسمبر 2016. مؤرشف من الأصل في 2017-09-13. اطلع عليه بتاريخ 2016-12-20.
36. ↑  Quinones، Nelson (20 ديسمبر 2016). "Blast at Mexico fireworks market injures dozens". CNN. مؤرشف من الأصل في 2017-09-13. اطلع عليه بتاريخ 2016-12-20.
37. ↑  "Fireworks Frighten Animals". Animal Aid. 26 أكتوبر 2007. مؤرشف من الأصل في 2017-01-08. اطلع عليه بتاريخ 2010-06-24.
38. ↑  "Fireworks Thunder and Pets - Safety considerations for noise phobias - fireworks and thunder". Vetmedicine.about.com. مؤرشف من الأصل في 2016-11-11. اطلع عليه بتاريخ 2010-06-24.
39. ↑  "How should I care for my pets during fireworks displays? - RSPCA Australia knowledgebase". Kb.rspca.org.au. 17 أغسطس 2009. مؤرشف من الأصل في 2018-09-25. اطلع عليه بتاريخ 2010-06-24.
40. ↑  Fireworks Displays Linked To Perchlorate Contamination In Lakes نسخة محفوظة 30 يوليو 2017 على موقع واي باك مشين.
41. ↑  "Perchlorate Behavior in a Municipal Lake Following Fireworks Displays - Environmental Science & Technology (ACS Publications)". Pubs.acs.org. مؤرشف من الأصل في 2019-03-17. اطلع عليه بتاريخ 2010-06-24.
42. ↑  "Perchlorate | Drinking Water Contaminants | Safewater | Water | US EPA". Epa.gov. مؤرشف من الأصل في 2010-08-08. اطلع عليه بتاريخ 2010-06-24.
43. ↑  "Perchlorate in Drinking Water". Cdph.ca.gov. مؤرشف من الأصل في 2017-03-25. اطلع عليه بتاريخ 2010-06-24.
44. ↑  New Scientist - Great fireworks, shame about the toxic fallout نسخة محفوظة 13 فبراير 2015 على موقع واي باك مشين.
45. ↑  Natural Resources Canada, Explosive Regulatory Division. Display Fireworks Manual (March 2002 Edition)
46. ↑  "New Jersey confiscates 4 tons of Pennsylvania-bought fireworks". NJ.com. مؤرشف من الأصل في 2019-01-19. اطلع عليه بتاريخ 2016-05-03.
47. ↑  425 ILCS 35/ Fireworks Use Act نسخة محفوظة 03 فبراير 2018 على موقع واي باك مشين.
48. ↑  "e-Editions". Daily-journal.com. مؤرشف من الأصل في 2020-04-26. اطلع عليه بتاريخ 2010-06-24.
49. ↑  Statutory Instrument 2004 No. 1836 The Fireworks Regulations 2004, United Kingdom. نسخة محفوظة 16 يناير 2010 على موقع واي باك مشين.

## وصلات خارجية
- الألعاب النارية - موسوعة المورد، منير البعلبكي، 1991.
- الألعاب النارية الهوائية - المدرسة العربية
- NOVA Online Kaboom! with pyrotechnics, anatomy of fireworks